# Neuvy-en-Dunois
Neuvy-en-Dunois – miejscowość i gmina we Francji, w Regionie Centralnym, w departamencie Eure-et-Loir.
Według danych na rok 1990 gminę zamieszkiwało 257 osób, a gęstość zaludnienia wynosiła 10 osób/km² (wśród 1842 gmin Regionu Centralnego Neuvy-en-Dunois plasuje się na 884. miejscu pod względem liczby ludności, natomiast pod względem powierzchni na miejscu 473.).